# Scleranthus biflorus
Scleranthus biflorus är en nejlikväxtart som först beskrevs av Forster, och fick sitt nu gällande namn av J. D. Hook. Scleranthus biflorus ingår i släktet knavlar, och familjen nejlikväxter. Inga underarter finns listade i Catalogue of Life.